# Разыскная экспедиция
Разыскная экспедиция (или розыскная экспедиция) — организация, которая была учреждена в 1763 году вместо упразднённого сыскного приказа при московской губернской канцелярии.
Предметы ведомства сыскного приказа, существовавшего в Москве с 1730 года, — «татиныя, разбойныя и убивственныя дела» — перешли всецело в Разыскную экспедицию. К ней были приписаны 12 воеводских канцелярий, которые не имели права производить пыток, а всех колодников, дошедших до розысков, до́лжно было посылать в экспедицию. Экспедиция была также центральным пересылочным местом для ссылаемых в Сибирь и Оренбург.
Ведомству экспедиции подлежали все преступления против жизни и собственности, к какому бы сословию ни принадлежал преступник.
Деятельность экспедиции продолжалась до 1782 года, когда все её функции перешли к палате уголовных дел.